# Marcus Hassaeus
Marcus Hassaeus (latinisiert), auch Marcus Hasse (* 15. Mai 1549 in Havelberg; † 9. Januar 1620 in Rostock) war ein deutscher Philologe, Philosoph und Hebraist. Er wirkte als Hochschullehrer und Rektor an der Universität Rostock.

## Leben
Marcus Hasse wurde 1549 „am Montag nach Jubilate“ als Sohn des Bürgermeister Joachim Hasse und seiner Frau Katharina Salemann geboren. Er studierte an den Universitäten in Wittenberg, 1571 in Rostock und anschließend in Frankfurt (Oder), wo er 1577 zum Magister artium promoviert wurde. Weitere Studien führten ihn nach Leipzig und erneut nach Rostock. 1580 wurde er an der Rostocker Universität in die Philosophische Fakultät recipiert. Als Nachfolger von Anton Bocatius wurde er zum rätlichen Professor Paedagogicus für christliche Katechese und lateinische Sprache am Pädagogium (Michaelis-Kollegium) berufen und daneben Inspektor des Kollegs. 1584 wurde er an der Phil. Fakultät rätlicher ordentlicher Professor der Moral. Ab 1593 wurde er herzoglicher Professor der Hebräischen Sprache und christlichen Katechese. Diese Position hatte er bis zu seinem Tode inne. Hasse verwaltete zehnmal das Dekanat, zweimal das Rektorat sowie dreimal das Pro-Rektorat. Ab 1610 war er zudem Senior der Akademie. Die Trauerrede der Universität wurde von Thomas Lindemann d. Ä. gehalten.
Marcus Hasse war ab 1579 verheiratet mit Anna Schröder († 1613) und in zweiter Ehe ab 1614 mit Katharina Flindt. Über Nachkommen finden sich keine Quellen.